# 紀元前725年
紀元前725年（きげんぜん725ねん）は、西暦（ローマ暦）による年。紀元前1世紀の共和政ローマ末期以降の古代ローマにおいては、ローマ建国紀元29年として知られていた。紀年法として西暦（キリスト紀元）がヨーロッパで広く普及した中世時代初期以降、この年は紀元前725年と表記されるのが一般的となった。

## 他の紀年法
- 干支 : 丙辰
- 中国
  - 周 - 平王46年
  - 魯 - 恵公44年
  - 斉 - 釐公6年
  - 晋 - 孝侯15年
  - 秦 - 文公41年
  - 楚 - 武王16年
  - 宋 - 穆公4年
  - 衛 - 桓公10年
  - 陳 - 桓公20年
  - 蔡 - 宣侯25年
  - 曹 - 桓公32年
  - 鄭 - 荘公19年
  - 燕 - 繆侯4年
- 朝鮮
  - 檀紀1609年
- ユダヤ暦 : 3036年 - 3037年